# Équipe de Niue de rugby à XIII
L'équipe de Niue de rugby à XIII est l'équipe qui représente Niue dans les compétitions internationales. Elle regroupe les meilleurs joueurs insulaires (ou d'origine insulaire)  de rugby à XIII.

## Histoire et contexte
Un journaliste anglais, par boutade, a résumé la situation de ce très petit état sur le plan sportif ; toute la population de Niue (environ 1 700 habitants) pourrait tenir dans le plus petit stade de rugby à XIII professionnel, le Oldham's Vestacare Stadium. Le pays ne compte pas de champions olympiques, son expérience du haut niveau sportif se limite au football (avec quelques matchs amicaux perdus largement face à des voisins) et aux deux rugby (à XV et à XIII) pratiqués, semble-t-il, en bonne intelligence, les fédérations locales entretenant des liens entre elles et discutant du développement du ballon ovale dans le pays et de la meilleure stratégie à adopter.
Mais comme cela est souvent le cas c'est au travers de ses émigrés que les habitants de Niue ont pu pratiquer le rugby à XIII, notamment en Australie et en Nouvelle-Zélande.
L'équipe avait déjà participé à différentes éditions de la Pacific Cup, entre 1986 et 1994, et dès la reprise de cette compétition en 2004 ; son bilan est alors de deux victoires sur seize matchs disputés, mais elle a été complètement refondue en 2013 entamant un meilleur cycle puisque hormis la courte défaite face à Vanuatu, elle réussit à avoir cinq victoires d'affilée contre les Îles Cook, l'Afrique du Sud (qu'elle bat trois fois) et les Philippines. Elle est la première équipe du Pacifique à faire une tournée en Afrique.
En 2015, l'équipe de Niue entre dans le classement mondial à la 32e place, après sa victoire éclatante contre l'Afrique du Sud.
La fédération lance une importante campagne de recrutement en 2017 en Australie.

## Une chance d'atteindre le haut niveau: le championnat des nations émergentes de 2018
L'équipe de Niue est versée dans la poule A de la troisième édition du championnat des nations émergentes de 2018, à la suite du tirage au sort organisé par la RLIF.
Elle rencontre Malte le 1er octobre 2018 et les Philippines le 7 octobre 2018. L'équipe s'impose dans ces deux rencontres puis bat la Grèce en demi-finale avant de s'incliner face à Malte sur le score 16-24.

## Personnalités et joueurs emblématiques
L'équipe a la chance (en termes de retombée médiatique) d'avoir comme ambassadeur, Dene Halatau (ancien international néo-zélandais).
En 2018, elle peut compter sur des joueurs tels que Eddie Paea, Sion Tovo et Zeb Luisi, mais c'est Welsey Lolo, pilier de 24 ans,  qui s'illustre particulièrement lors du Championnat du monde de rugby à XIII des nations émergentes 2018, en permettant à son équipe de devenir vice-championne du tournoi .